# Cultuur van Kroatië
De cultuur van Kroatië kent een geschiedenis die langer is dan de veertien eeuwen waarin de Kroaten het huidige Kroatië bewonen. Er zijn belangrijke overblijfselen uit eerdere perioden.
Omdat Kroatië in de overgangszone van het Middellandse Zeegebied, de Balkan en Centraal-Europa ligt is de cultuur per regio erg gevarieerd. Vanwege de geografische ligging draagt Kroatië een cultuur met zich mee, die zowel westerse als oosterse invloeden kent. Dit is al tot stand gekomen met de scheiding tussen het West-Romeinse en Byzantijnse Rijk. Kroatië ligt in een gebied waar diverse stromingen van het christendom en de islam elkaar ontmoeten.
De Kroatische taal en het rooms-katholicisme zijn echter de belangrijkste gemeenschappelijke factoren in de Kroatische cultuur.

## Cultureel erfgoed

### Eerdere culturen

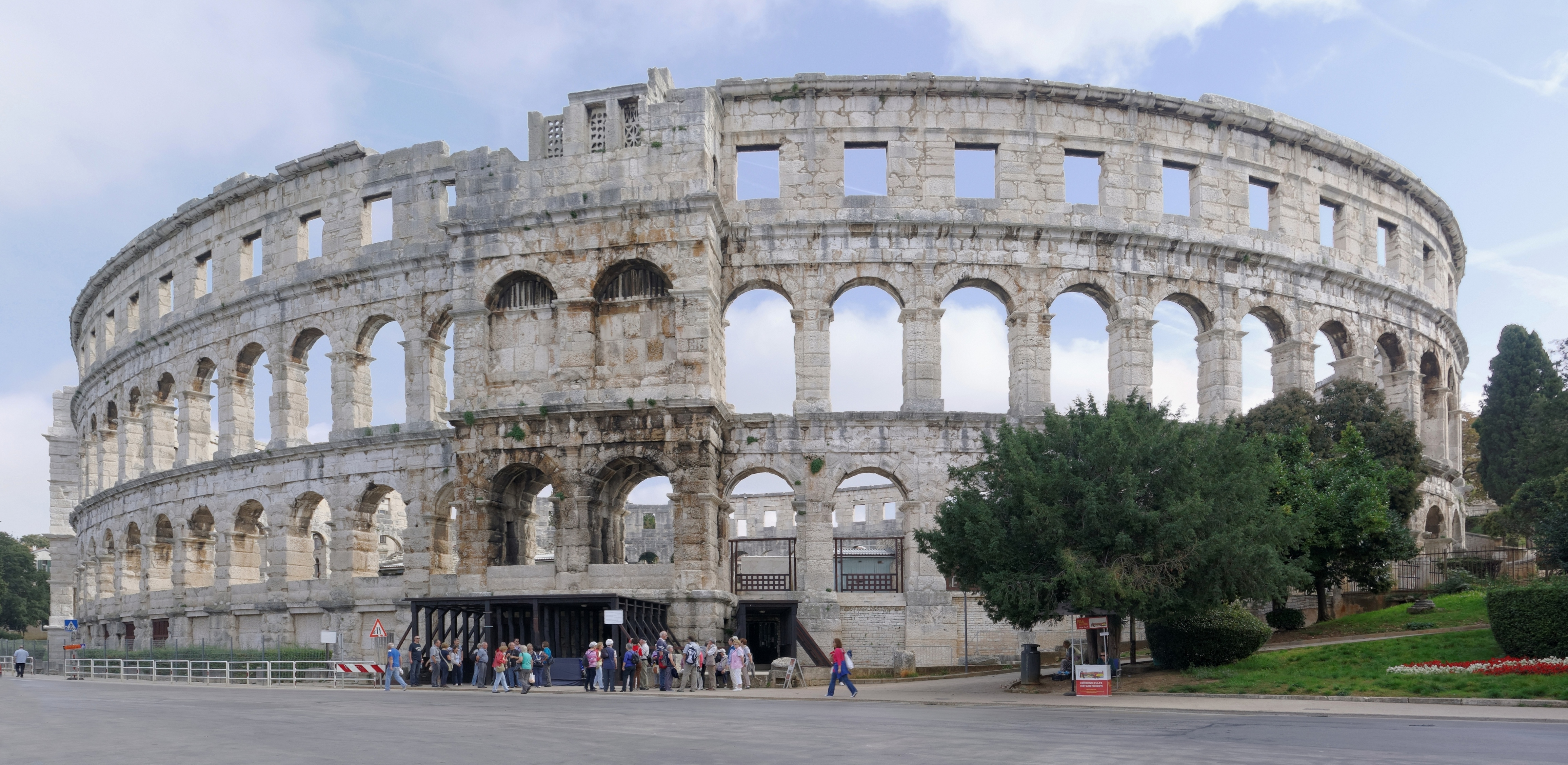
Het Amfitheater van Pula.

Vondsten dateren soms van 130.000 jaar geleden, waaronder beenderen afkomstig van Neanderthalers nabij Krapina, in het noorden van Kroatië. Dit is het bewijs van een lange ontwikkeling van culturen op het hedendaagse grondgebied van Kroatië. Belangrijke overblijfselen uit vroegere culturen is bijvoorbeeld de Vučedol-duif, afkomstig uit de Vučedolcultuur. Vandaag de dag zijn er van deze klei-duif beeldjes te koop en is deze op de keerzijde van een 20 kuna-biljet afgebeeld.
In de loop der de eeuwen is Kroatië bewoond geweest door volkeren met rijke culturen. Dit waren onder andere de Illyriërs, Kelten, Oude-Grieken, Romeinen en Byzantijnen.
Overblijfselen uit het Romeinse Rijk bepalen soms nog het beeld van diverse steden. Zo is het amfitheater van Pula uit de 1e eeuw en het Paleis van Diocletianus in Split uit de 4e eeuw, een symbool voor de stad waarin zij zich bevinden. Jaarlijks bezoekt menig toerist deze bezienswaardigheden van grote historische waarde.
Het belangrijkste monument - afkomstig uit het Byzantijnse Rijk - is de Eufrasiusbasiliek te Poreč, daterend uit de 6e eeuw.

### Na de aankomst van de Slaven
In de 7e eeuw begon de etnische cultuur van de Kroaten zich te ontwikkelen. Zij arriveerden namelijk, net als de Avaren (een Turks nomadenvolk), in de 7e eeuw in het huidige Kroatië en Bosnië en Herzegovina.

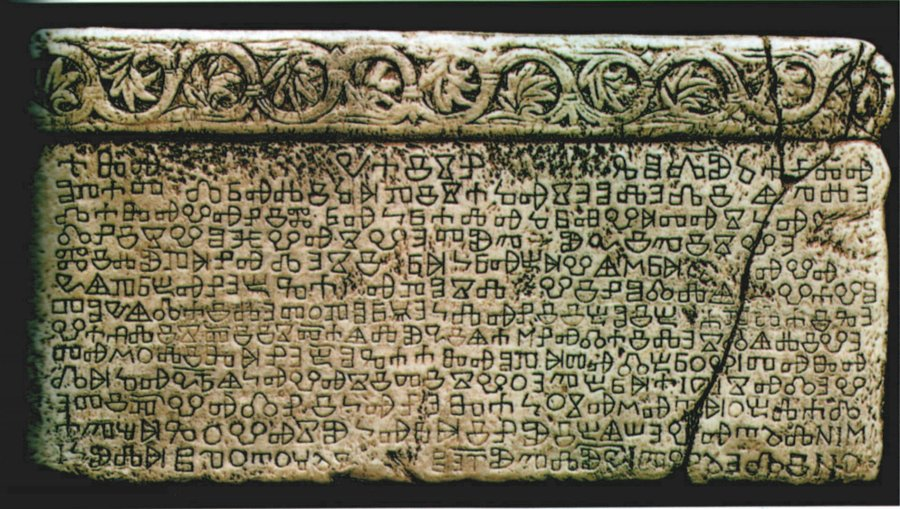
Het oudste bekende voorbeeld van het Glagolitische schrift. Gevonden op het eiland Krk.

De Slavische bevolking stond open voor de Romeinse kunst & cultuur, en het christendom dat daarbij hoorde. In de eerste Kroatische kerken waren, voornamelijk in Dalmatië, Romeinse en Byzantijnse invloeden aanwezig. Een voorbeeld is de St. Donatuskerk in Zadar uit de 9e eeuw. Deze kerk heeft overeenkomsten met de kapellen van Karel de Grote, in Aken, en de Basiliek van San Vitale in Ravenna, Italië.
De altaren werden vaak gedecoreerd met typisch Kroatische ornamenten, de hrvatski pleter. De ornamenten zijn te vinden in kerken en kloosters gebouwd tussen de 9e en 12e eeuw. Sinds de onafhankelijkheid van Kroatië in 1991 worden deze ornamenten steeds vaker gebruikt.
Soms zijn er inscripties te vinden in het Glagolitisch alfabet. Dit alfabet is het oudste schrift dat voor een Slavische taal is ontworpen. In Kroatië is dit schrift met name teruggevonden in de kuststreken, Istrië, Kvarner en zijn eilanden, zoals Krk en Cres en Dalmatië. Het schrift is echter ook in Lika, Krbava en zelfs in Međimurje aangetroffen. Een belangrijk monument met een fragment in het Galgolitisch is het Baška-tablet uit 1100. Hierop is tevens een vorm van Kroatisch ornament te vinden. Al snel werd het Glagolitisch vervangen door Latijn.

## Monumenten op de UNESCO-werelderfgoedlijst
De UNESCO heeft zeven plaatsen in Kroatië opgenomen op de werelderfgoedlijst. Zes hiervan zijn cultureel belangrijke gebieden of gebouwen, waaronder een agrarisch landschap, en één ervan is een natuurlandschap.
- Het historische centrum van Dubrovnik, sinds 1979
- Het Paleis van Diocletianus te Split, sinds 1979
- De Plitvicemeren, sinds 1979
- Het historische centrum van Trogir, sinds 1997
- De Eufrasiusbasiliek te Poreč, sinds 1997
- De St. Jacobuskathedraal te Šibenik, sinds 2000
- De vlakte rondom Stari Grad op het eiland Hvar, sinds 2008

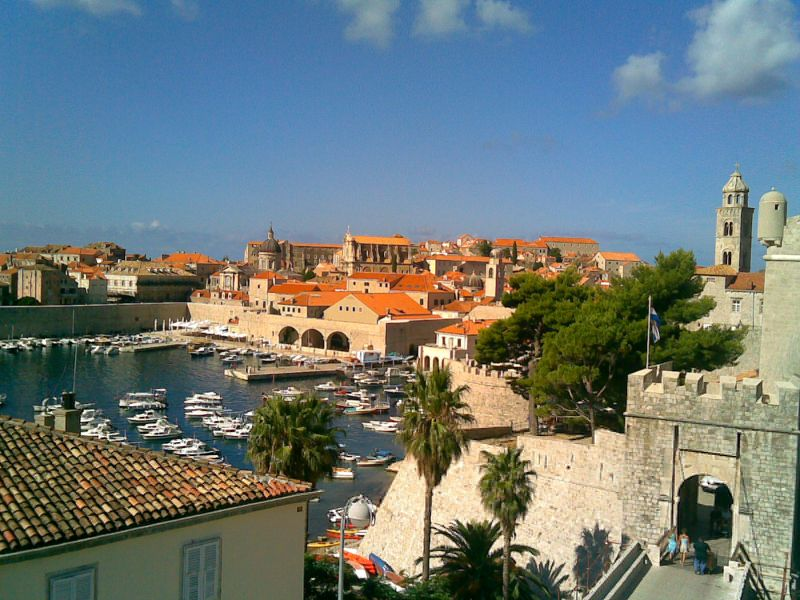
Het historische centrum van Dubrovnik.
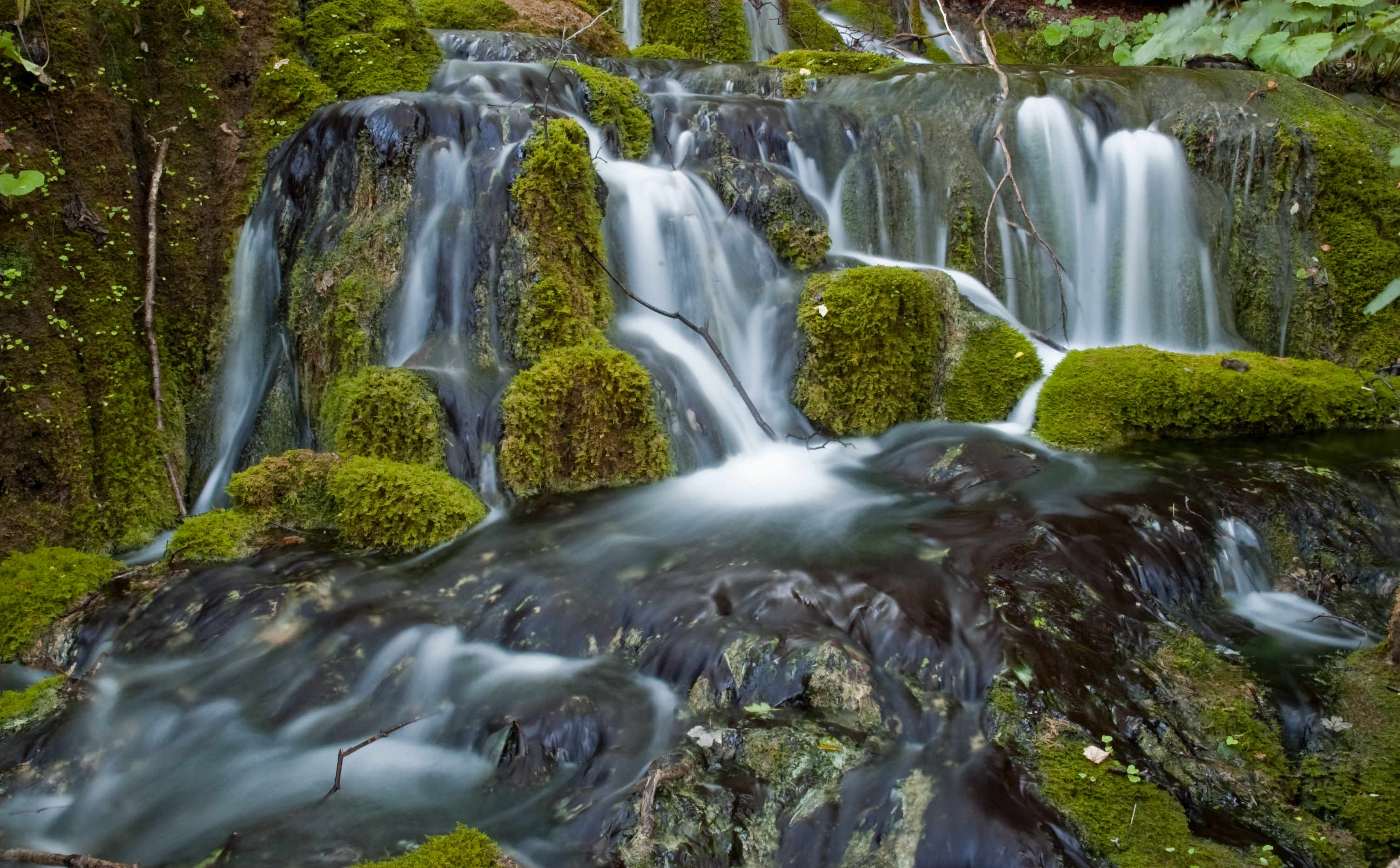
De Plitvicemeren in Lika.
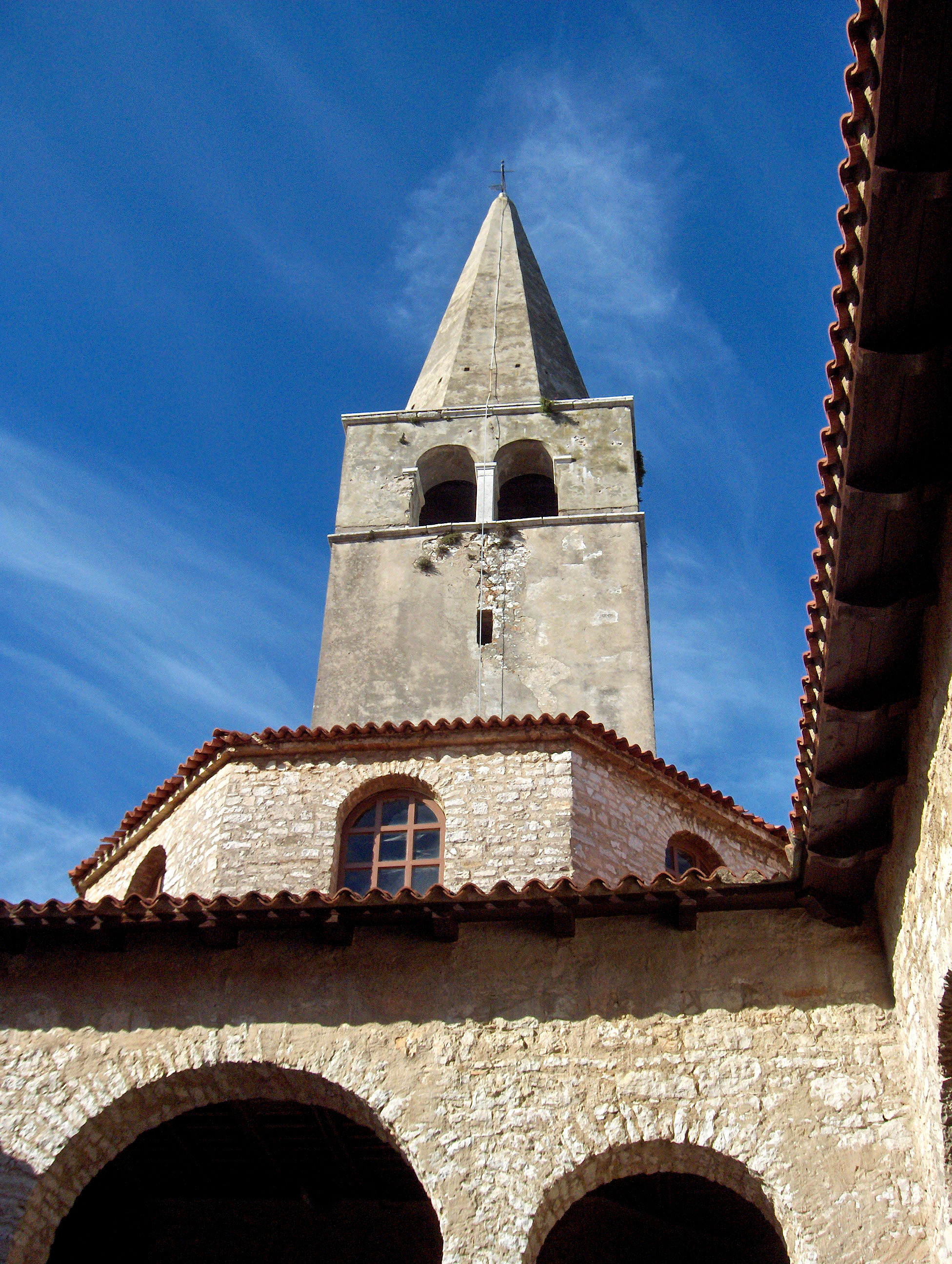
De Eufrasiusbasiliek te Poreč.

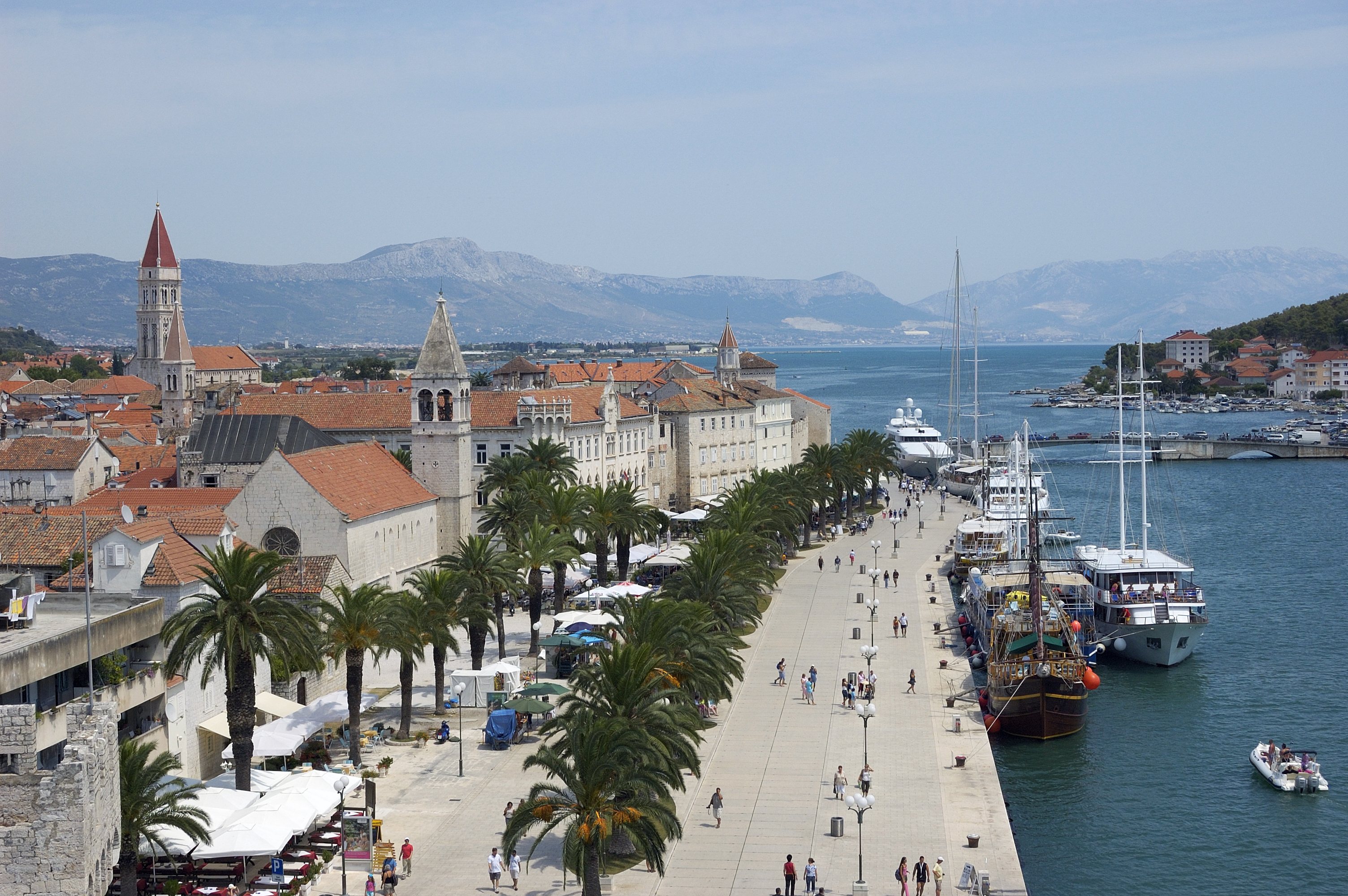
Het historische centrum van Trogir.
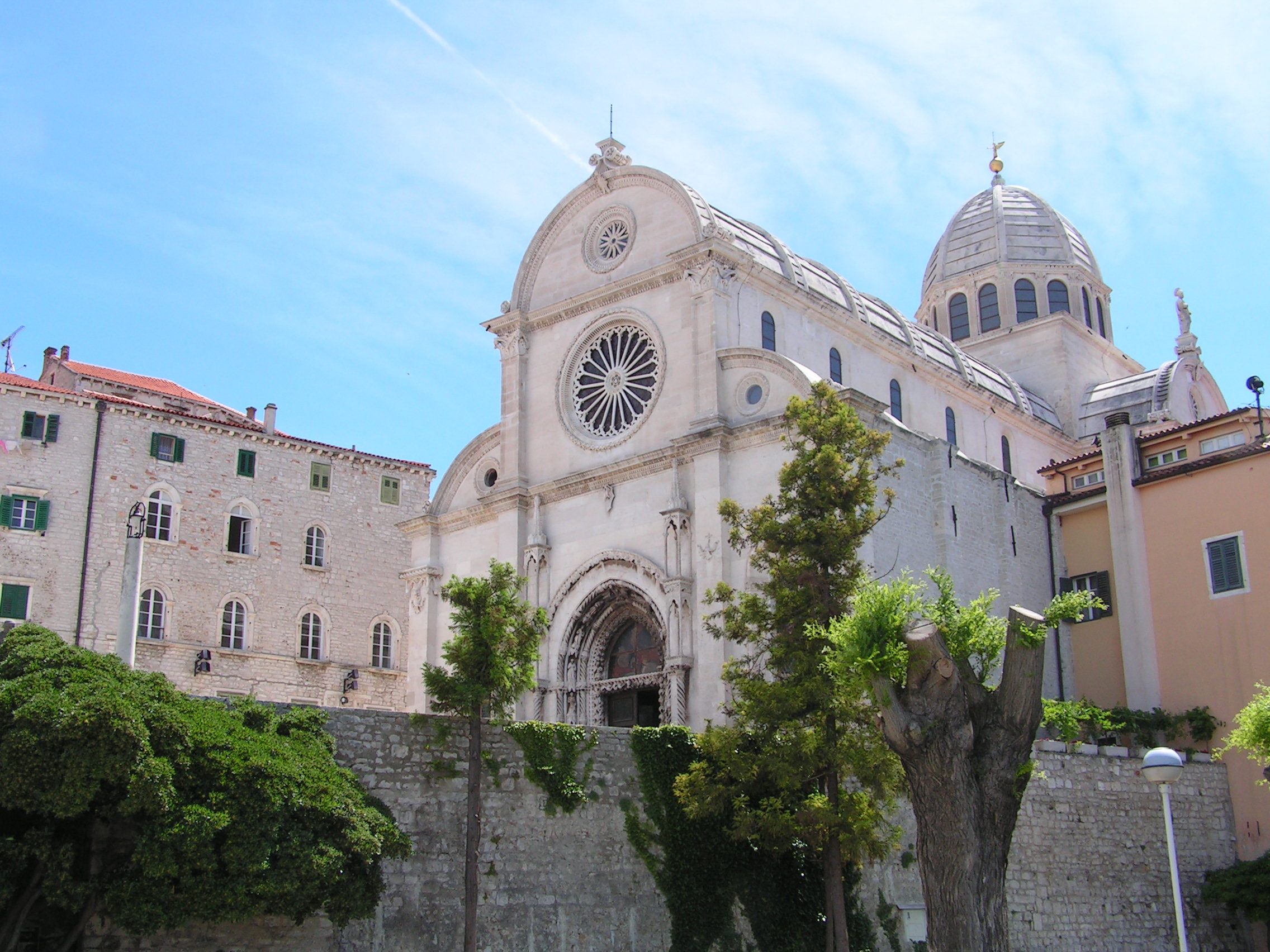
De St. Jacobuskathedraal te Šibenik.
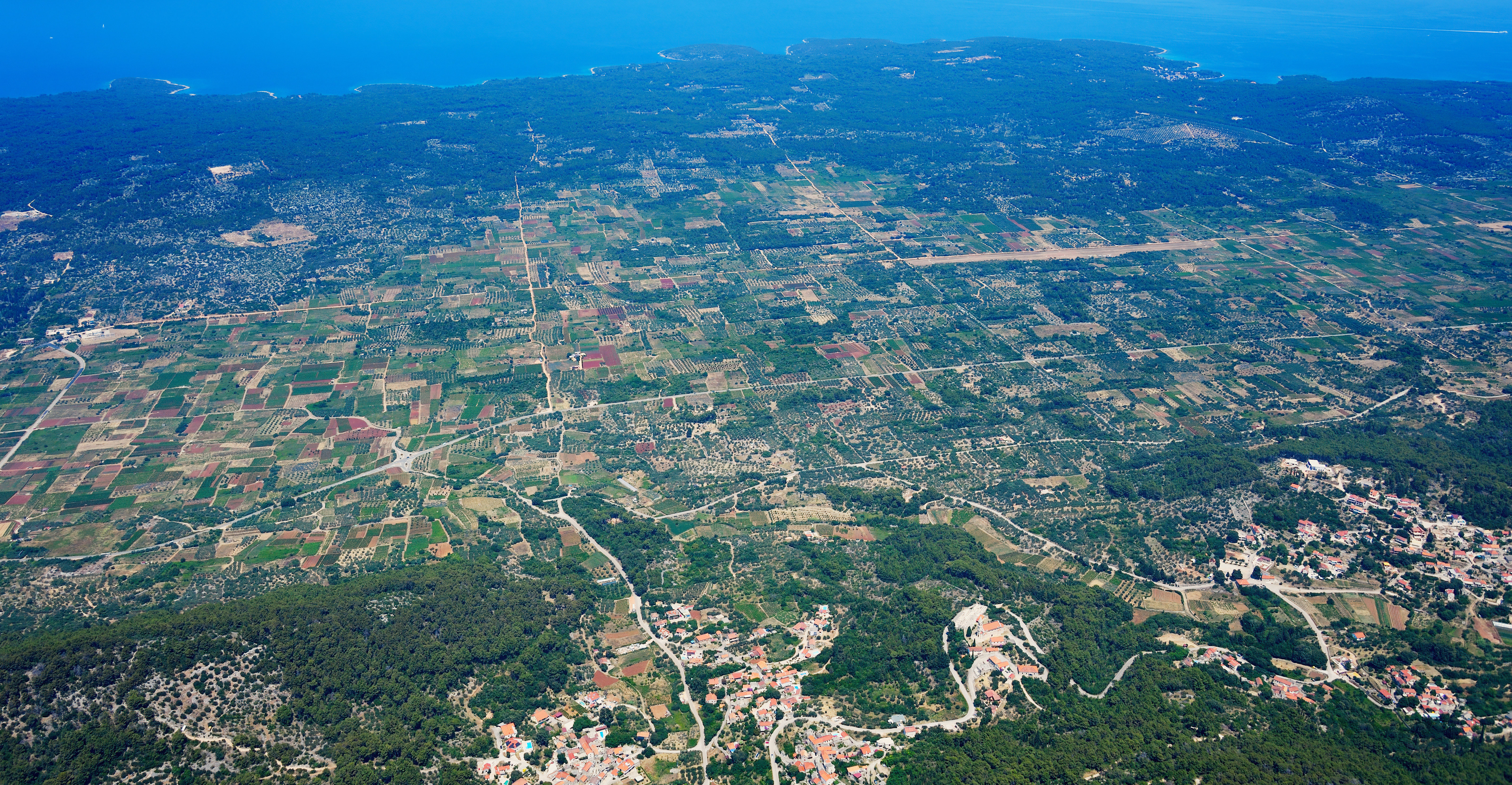
De vlakte nabij Stari Grad op Hvar.

## Folklore
De Kroatische folklore is nog steeds populair in Kroatië. Te denken valt aan het spelen van volksmuziek en volksdansen. Hierbij zijn dikwijls klederdrachten te zien.

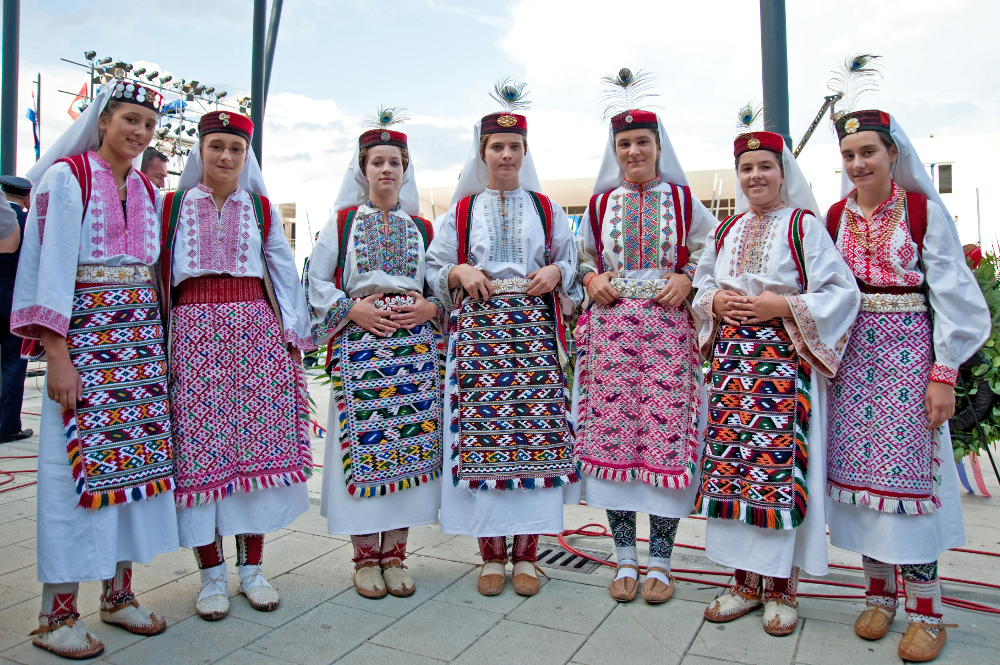
Dinarische klederdracht uit Vrlika, een dorpje in Dalmatië.

### Kroatische klederdracht
Kroatië is een land rijk aan volksdrachten. Elke stad en elk dorp heeft een eigen klederdracht, behorend tot de Pannonische, Dinarische of Mediterrane stijl. De klederdrachten worden gebruikt bij regionale/landelijke (folklore)festivals, toeristische en religieuze bijeenkomsten. Ook is het land rijk aan folkloristische dansgroepen (genaamd: "kud"). Veel klederdrachten hebben overeenkomsten met andere Zuid-Slavische volkeren, zoals Bosnjakken, Serviërs en Montenegrijnen. In dorpen of steden met meerdere etnische groepen (zoals Kroaten en Serviërs) droegen de verschillende volkeren dezelfde klederdrachten. In de klederdrachten zijn veel invloeden terug te vinden.
De Pannonische klederdrachten waren te vinden in de Kroatische binnenlanden. De kleuren die het meest gebruikt werden zijn wit en rood. Echter zijn er ook bont gekleurde en gedetailleerde varianten te vinden. Dit zijn meestal versieringen bestaande uit bloemen. De drachten zijn beïnvloed door buurlanden als Oostenrijk en Hongarije.
De Dinarische klederdrachten kunnen worden gevonden in de Dalmatische Zagora, het achterland van Dalmatië, en Lika. Ook de klederdrachten uit Herzegovina en Midden-Bosnië worden hier toegerekend. Kenmerken die terugkomen in diverse Dinarische klederdrachten zijn rode hoofddeksels, witte hoofddoeken en gedecoreerde en zeer gedetailleerde fragmenten. Regionaal, bijvoorbeeld in Imotski, werd er bij de mannen gebruikgemaakt van tulbanden. De Dinarische klederdracht kennen duidelijk Turks-Osmaanse invloeden en waren goed bestand tegen de koude winters in de bergen.
De klederdrachten afkomstig uit de kuststreken van Kroatië behoren tot de Mediterrane stijl. Er zijn zowel westerse als oosterse invloeden te vinden in de klederdrachten. Zo kunnen er overeenkomsten met Italiaanse traditionele kleding worden gevonden, maar ook met Dinarische klederdracht, waaronder de rode hoofddeksels (bijvoorbeeld de šibenska kapa).

## Dansen
Volksdansen worden in Kroatië nog regelmatig uitgevoerd. De kolo is een universele dans voor alle Zuid-Slavische volkeren en diende dan als basisvorm voor diverse Kroatische dansen. Echter bestaan ook hier grote regionale verschillen en zijn diverse invloeden terug te vinden. In de 19e eeuw werd bijvoorbeeld de ballroomdansen geïntroduceerd. De polka werd toen ook in Noord-Kroatië een begrip. De forlane uit Istrië is een dans die ook in Italië, met name rondom Venetië wordt gedanst. Deze dans heeft waarschijnlijk een Slavische oorsprong.

### Kolo
De kolo is de bekendste dans die door het gehele land, in diverse varianten, wordt gedanst. De dans is een Zuid-Slavische cirkeldans, die over de gehele Balkan te vinden is. De dans bestaat uit herhaald voetenwerk en in het bovenlichaam zit dikwijls geen beweging, op soms de armen na. Bij het dansen van de kolo kunnen diverse muziekinstrumenten worden gebruikt; waaronder de tambura, accordeon (harmonica), šargija etc. Echter bestaan er ook kolo's die gedanst worden zonder enig gebruik van instrumenten. Deze kunnen hebben hun oorsprong uit het Dalmatische achterland, met stadjes als Knin en Vrlika. Dikwijls wordt er wel bij gezongen. De kolo was tot de Tweede Wereldoorlog een belangrijk sociale bijeenkomst voor vrijwel ieder dorp en stad. De kolo werd op de meeste bijeenkomsten uitgevoerd, waaronder religieuze feestdagen, bruiloften enzovoort.

### Linđo

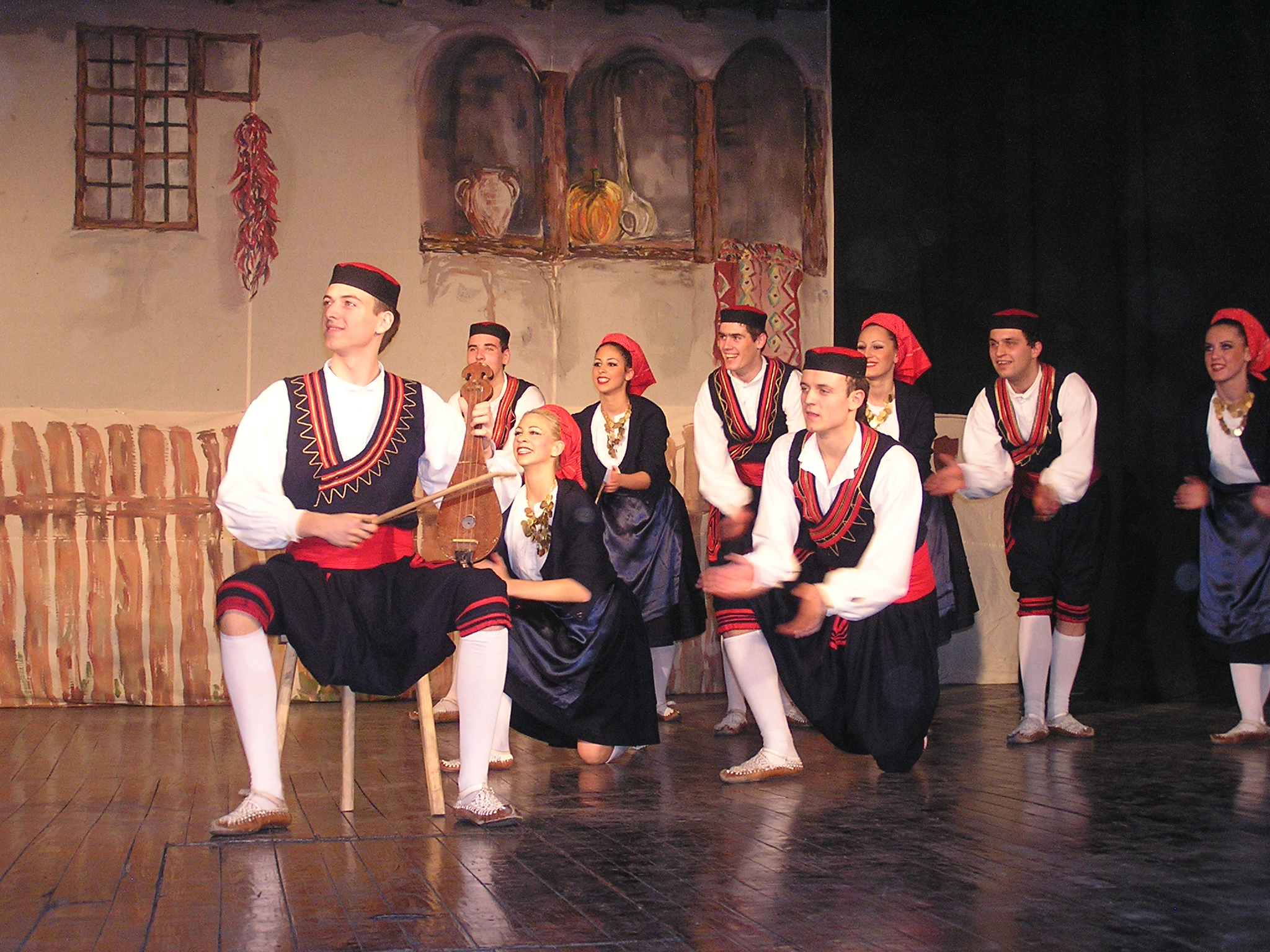
De linđo, een traditionele dans uit Dubrovnik, Konavle en omgeving, de eilanden Mljet, Lastovo en schiereiland Pelješac. Hierbij wordt er gedanst op de muziek van de lijerica.

De Linđo is een groepsdans uit Dubrovnik en omgeving en de eilanden Mljet en Lastovo. Er wordt gedanst op de muziek van de lijerica, een snaarinstrument afkomstig uit het oostelijke deel van het Middellandse Zeegebied. De speler zit dan in het midden van de cirkel, die gevormd wordt door dansende mensen. De lijerica bevindt zich op zijn knie en met zijn voet geeft hij ritmes aan. De dans is vernoemd naar Nikola Lale, een legendarische dansleider uit de omgeving van Dubrovnik.

### Moreŝka
De Moreŝka is een traditionele zwaarddans uit het stadje Korčula op het gelijkmatige eiland. De dans stamt uit de 17e eeuw en heeft haar wortels zelfs in de middeleeuwen liggen. De dans symboliseert oorspronkelijk de gevechten tussen de christenen en moslims in Spanje. Het woord Moreŝka is dan ook afgeleid van de Moren, de islamitische veroveraars van Spanje. Deze situatie was te vergelijken met de Kroatische strijd tegen de islamitische Turken. In de 19e eeuw zijn de partijen echter veranderd van christenen tegen moslims naar Turken tegen Moren, oftewel wit tegen zwart. In deze strijd bleef de zwarte koning, de zwart geschminkte Moorse koning, de verliezer. De dans werd slechts op speciale gebeurtenissen uitgevoerd maar wordt vandaag de dag vaker uitgevoerd en trekt veel toeristen trekt.

## Muziek
De traditionele muziek kan worden onderverdeeld in twee groepen, de Centraal-Europese, aanwezig in continentaal Europa, en de Mediterraanse in Dalmatië en Istrië. Daarnaast zijn er invloeden uit de Balkan.

### Traditionele muziek

#### Klapa
De klapa is een traditionele vorm van a-capellazingen door een groepje mannen. Echter bestaat er tegenwoordig ook klapa gezongen door vrouwen. Deze vorm van zingen heeft zijn oorsprong in kerkliederen.

### Moderne muziek
Vandaag de dag zijn zowel pop als rock en folk populaire muzieksoorten. Ook worden de diverse stijlen dikwijls gecombineerd. In pop-folk zijn bijvoorbeeld Balkanelementen of typische Dalmatische en Slavonische geluiden terug te vinden. De basis van deze populaire Kroatische muziek zijn chansons en schlager.

## Cuisine

### Diversiteit
De Kroatische keuken is homogeen en erg regionaal gekleurd met invloeden uit buurlanden en voormalige overheersers. In het binnenland is de keuken gebaseerd op oude Slavische tradities met moderne invloeden, zoals Oostenrijks-Weense, Turkse en Hongaarse invloeden. De kuststreken kennen daarentegen Griekse, Romeinse en Illyrische invloeden. Deze worden aangevuld door moderne Italiaanse en Turkse invloeden.

### Keuken
De keuken uit het binnenland van Kroatië is vaak pittig en gekruid. Er worden variaties op de Centraal-Europese gerechten gemaakt, waaronder goulash (gulaš) en schnitzel (odrezak/snicle). Ook is er een groot aanbod in zoetigheden. In het binnenland wordt veel gebruikgemaakt van paprika.
Aan de kust wordt vanzelfsprekend veel vis en schaaldieren gebruikt. Deze worden dikwijls, net zoals vlees, gegrild. Ook kennen de kuststreken eigen pasta's en risotto's (rižot). Bekend is ook de Dalmatische vorm van gerookte ham (dalmatinski pršut), vergelijkbaar met Serano- of Parmaham, die vaak met olijven en brood wordt gegeten.
Over het gehele land zijn typische Balkangerechten erg populair en kennen dikwijls Turkse invloeden. Hieronder horen burek, đuveč, sarma en ċevapčiċi (Balkanversie van kebab), vaak gegeten in een pita(lepinje) met ajvar of kajmak. Ook wordt Turkse koffie gedronken en is de lokale alcoholische drank rakija. Dubrovnik kent een eigen variant op baklava, deze is echter minder zoet dan de Griekse of Turkse versie.

### Wijnbouw

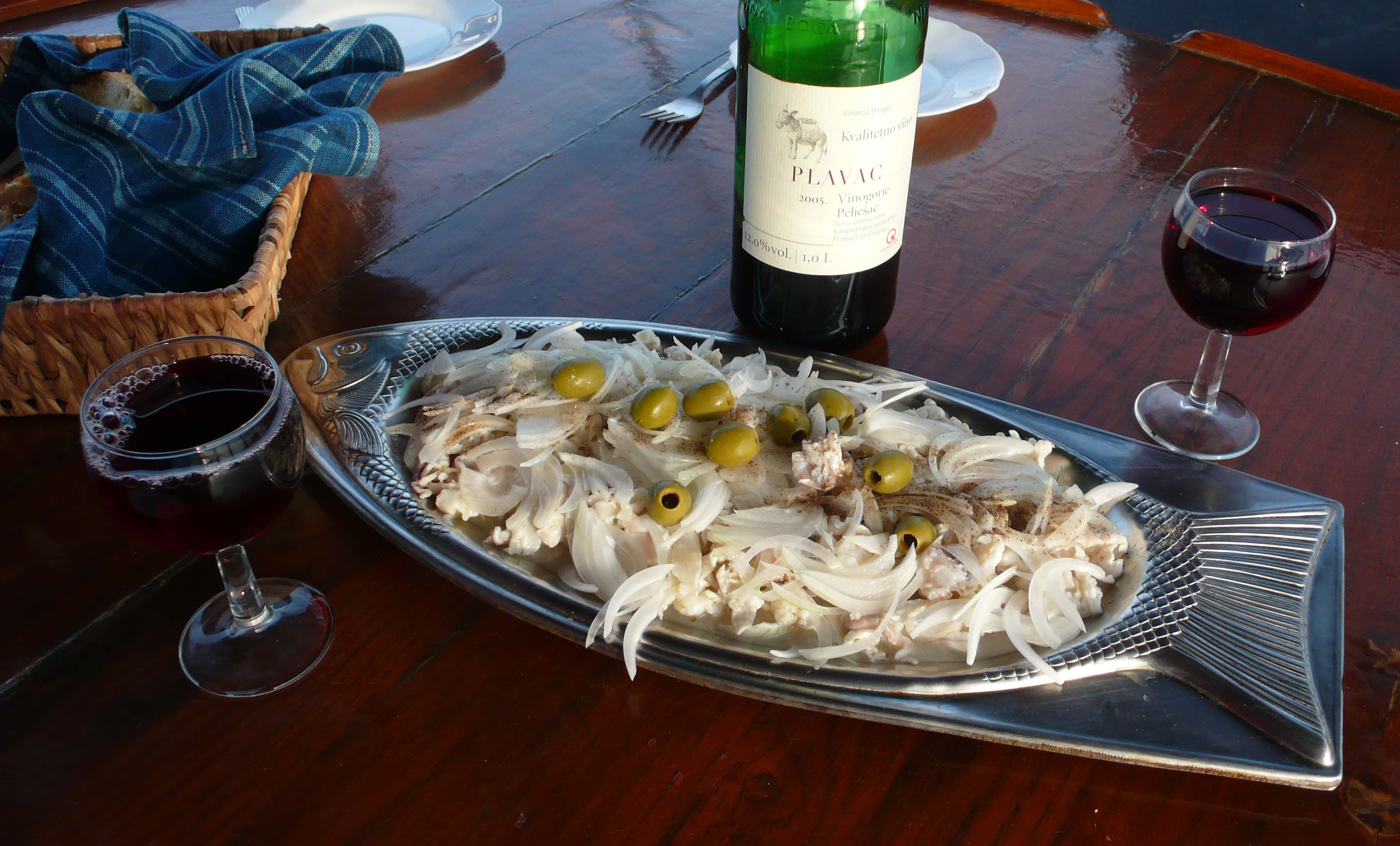
Plavac-wijn uit Dalmatië.

De Wijnbouw stamt van de Oud-Griekse koloniën aan de Dalmatische kust. De wijngaarden van de eilanden Vis, Korčula en Hvar zijn circa 2500 jaar oud. In continentaal Kroatië is met name Slavonië bekend om haar witte wijnen, waaronder Frankovka. Dalmatische wijnen zijn daarentegen meestal rood, met als bekend merk Plavac. Aan de noordkust, Istrië en Kvarner hebben de wijnen een Italiaans karakter.
In 2005 stond Kroatië 21e op de ranglijst van wijn producerende landen in de wereld. Wijn is dan ook een populaire drank en wordt vaak bij maaltijden geconsumeerd. In Kroatië drinkt men soms wijn met bruisend of plat water.

## Sport
Voor een staat met nog geen 5 miljoen inwoners is Kroatië een succesvol land in diverse sporten. Sport is voor veel Kroaten dan ook een belangrijke bezigheid in het leven.

### Voetbal
Voetbal is de meest populaire sport in Kroatië. Dit is te zien aan de grote ondersteuning, van zowel jong als oud, aan voetbalploegen, als Dinamo Zagreb en Hajduk Split. De emoties kunnen hoog oplopen als de twee grootste Kroatische ploegen, Dinamo Zagreb en Hajduk Split, tegen elkaar spelen, maar ook als er wedstrijden zijn tegen ploegen uit andere voormalig Joegoslavische staten. Dit leidt soms tot hevige rellen. Hooliganisme komt dan ook voor bij Kroatische voetbalsupporters.
Azerbeidzjan · België · Denemarken · Duitsland · Frankrijk ·  Hongarije · Iran · Kroatië · Luxemburg · Madagaskar · Mexico · Nederland · Spanje · Suriname